# Joke van de Velde
Joke van de Velde (Gent, 28 december 1979) is een Belgisch model en presentatrice. Van de Velde was Miss België in 2000. Ze nam in 2000 eveneens deel aan de Miss World en Miss Universe verkiezingen.
Ze volgde op school moderne talen-wetenschappen en volgde daarna nog een specialisatie in Nederlands, Frans, Engels en Duits en volgde studie kleuterleidster. In 2000 werd ze Miss België, waarna ze zich uitgebreider kon toeleggen op modellen- en presentatiewerk.
Ze verscheen in verschillende bladen zoals Ché, P-Magazine, Menzo en Maxim. Ze werkte ook als styliste voor bladen als Flair, Story en Maxim. Daarnaast verscheen ze ook af en toe in televisieprogramma's. In 2001 verscheen ze al in Big Brother VIPS. In 2006 nam ze deel aan het programma Stanley's Route, waarin ze de finale haalde. Ze had gastrollen in F.C De Kampioenen en in de politieserie Witse.
In 2008 was ze te zien als bokser in de videoclip van Longface van Tom Helsen. In 2010 presenteerde ze op 2BE De Pokerkampioen van Vlaanderen en nam ze deel aan het programma MasterChef. In 2012 nam ze deel aan Expeditie Robinson.
Vanaf 2007 stond ze in voor de organisatie van Miss Oost-Vlaanderen, de preselectie van Miss België in Oost-Vlaanderen en vanaf 2010 ook voor de organisatie van Miss West-Vlaanderen. Sinds 2013 werkt ze elke woensdag mee aan een radioprogramma op Q-music.

## Trivia
- Het Departement voor Plantengenetica en veredeling Melle doopte op 17 september 2000 de Floribunda roos met de naam 'Joke'.
- Joke had een relatie met voetballer François Sterchele enkele weken voor diens dood.